# Храм Венеры и Ромы
Храм богинь Венеры и Ромы (лат. templum Veneris et Romae, также назывался templum urbis Romae, templum urbis) — некогда крупнейшее религиозное сооружение древнего Рима.
Сооружение занимало всю территорию от базилики Максенция и до долины Колизея, и было возведено на постаменте длиной в 145 м и шириной в 100 м. Храм был построен при императоре Адриане в 135 году н. э., на том месте, где когда-то располагался портик Золотого дома Нерона.
Храм занимал центральную часть портика: он был построен из двух целл, одна напротив другой, с общей внутренней стеной. Целла, выходившая к форуму, была посвящена богине города Рима — Роме, другая посвящена богине Венере.
После пожара Максенций перестроил интерьер в 307 году н. э.: две апсиды были высечены в задней части целлы, где разместили статуи богинь, боковые стены с порфировыми колоннами обрамляли ниши для статуй. Пол был выложен геометрической мозаикой из цветного мрамора. Восточная целла сохранилась до наших дней лучше всего, так как она долгое время являлась частью церкви Санта-Франческа-Романа.